# Asaf Avidan
Asaf Avidan (in ebraico אסף אבידן‎?; Gerusalemme, 23 marzo 1980) è un cantautore, musicista e polistrumentista israeliano.
È stato il leader e mente creativa degli Asaf Avidan & the Mojos, un gruppo folk rock israeliano che ha fondato nel 2006 a Gerusalemme e con il quale ha pubblicato tre album. Asaf Avidan è l'autore del brano di successo internazionale One Day/Reckoning Song.

## Biografia
Asaf Avidan è nato a Gerusalemme nel 1980. I suoi genitori sono entrambi diplomatici e lavorano per il ministero di affari esteri israeliano. Avidan ha vissuto quattro anni della sua infanzia in Giamaica.
Dopo aver svolto il servizio militare obbligatorio in Israele, Avidan ha studiato animazione nella Accademia di belle arti Bezalel a Gerusalemme. Il suo ultimo cortometraggio, Find Love Now, ha vinto in una categoria alla Haifa Film Festival.

### Asaf Avidan & the Mojos
Nel 2006 ha pubblicato l'EP Now That You're Leaving, contenente sei brani. Per promuovere il disco, si è fatto accompagnare da altri musicisti, formando un gruppo che prende il nome di Asaf Avidan & the Mojos.
L'origine della band è da ricercare in un tour acustico di Asaf Avidan in Israele.
A fine 2006, durante il suo tour solista, Avidan ha radunato intorno a sé alcuni musicisti, che diventeranno i Mojos: Ran Nir al basso, Yoni Sheleg alla batteria, Roi Peled alla chitarra e Hadas Kleinman al violoncello.
Il gruppo è diventato molto famoso in Israele, suonando quasi esclusivamente in questo Paese (oltre che a New York nel tour nel 2007).
Nel 2007 Asaf Avidan & the Mojos sono entrati in uno studio di registrazione insieme per la prima volta, per registrare l'album The Reckoning, pubblicato nel 2008.
Il disco, un mix di rock, folk e blues con testi di Avidan, ha ricevuto numerosi consensi e ottenuto un enorme seguito dal vivo in Israele, tanto da suscitare l'interesse della maggior parte delle etichette discografiche; ma Avidan deciderà di continuare per qualche tempo un percorso indipendente, fondando con il fratello e manager la Telmavar Records, etichetta che ha quindi pubblicato The Reckoning nel marzo 2008.
Il disco si è aggiudicato alcuni premi, come il disco di platino, il premio relativo al record di vendita indipendente di tutti i tempi in Israele, e il premio "Album of the Year 2008" per vari media. Alla fine dell'estate, la Telmavar Records ha firmato un accordo di licenza con Sony-Columbia in Europa, per pubblicare la ristampa di The Reckoning e il futuro secondo LP della band.
Poor Boy/Lucky Man è stato il secondo album della band, pubblicato in Israele il 9 settembre 2009 e in alcuni paesi d'Europa nel mese di aprile 2011. La band ha continuato nel suo tour non-stop a partire dal 2009 fino a tutto il 2011, con tappe in Europa, Stati Uniti, Canada, Cina e India.
Il 30 novembre 2010 la band ha pubblicato il terzo album, Through the Gale, un concept album incentrato sulla storia del viaggio di un capitano cieco e ostinato e del suo equipaggio fedele in cerca di immortalità.

### Solista
Nel 2012 il brano Reckoning Song, quinta traccia del primo album della band di Avidan, è diventato popolare in Germania grazie a un remix di DJ Wankelmut.
Il singolo è stato pubblicato in versione digitale con il titolo One Day/Reckoning Song (Wankelmut Rmx) e ha raggiunto la prima posizione in classifica nel mese di agosto 2012, prima di diventare un successo anche all'estero.
Dopo il successo internazionale ottenuto con il brano remixato, che ha raggiunto le vette delle classifiche in Italia, Belgio, Francia, Paesi Bassi e Germania, a partire dal 2012, il progetto con i Mojo è stato accantonato.
Il gruppo si è quindi sciolto e Avidan si è concentrato sulla sua carriera solista, continuando ad esibirsi dal vivo in acustico.
Nello stesso anno è stato pubblicato Avidan in a Box, un album acustico in formato digitale contenente vecchie canzoni e cover da lui riproposte.
Pochi mesi dopo ha pubblicato Different Pulses.
Entrambi gli album sono stati fatti circolare in tutta Europa entro i primi mesi del 2013.
Il 13 febbraio 2013 ha partecipato come ospite durante la seconda serata del Festival di Sanremo, condotto da Fabio Fazio, cantando Reckoning Song e riproponendo un bis nel finale.
Nel gennaio 2015 ha pubblicato il suo secondo album da solista, Gold Shadow.

## Vita privata
Dal 2015 vive in Italia, a Pesaro. 

## Discografia

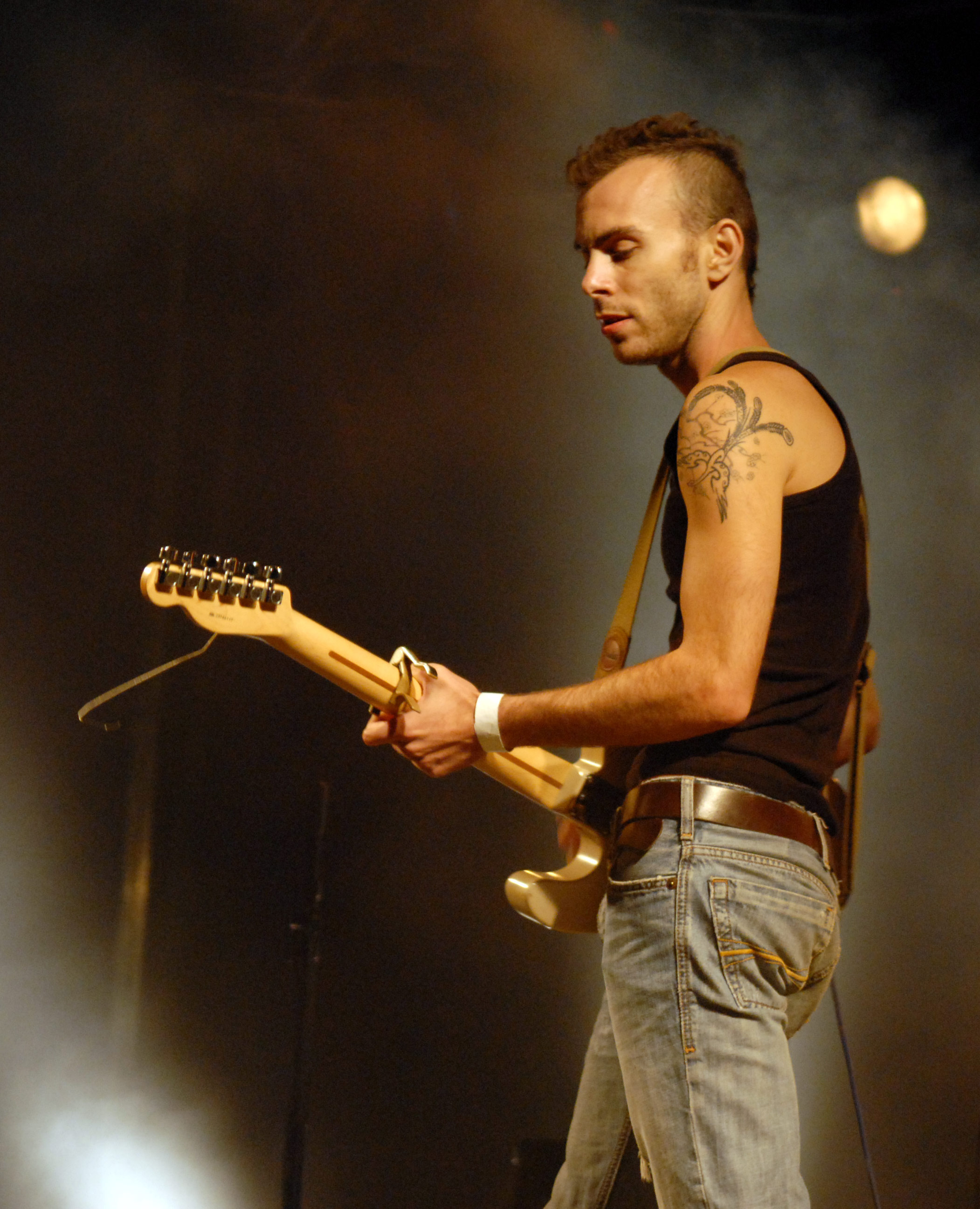
Asaf Avidan in concerto nel 2011

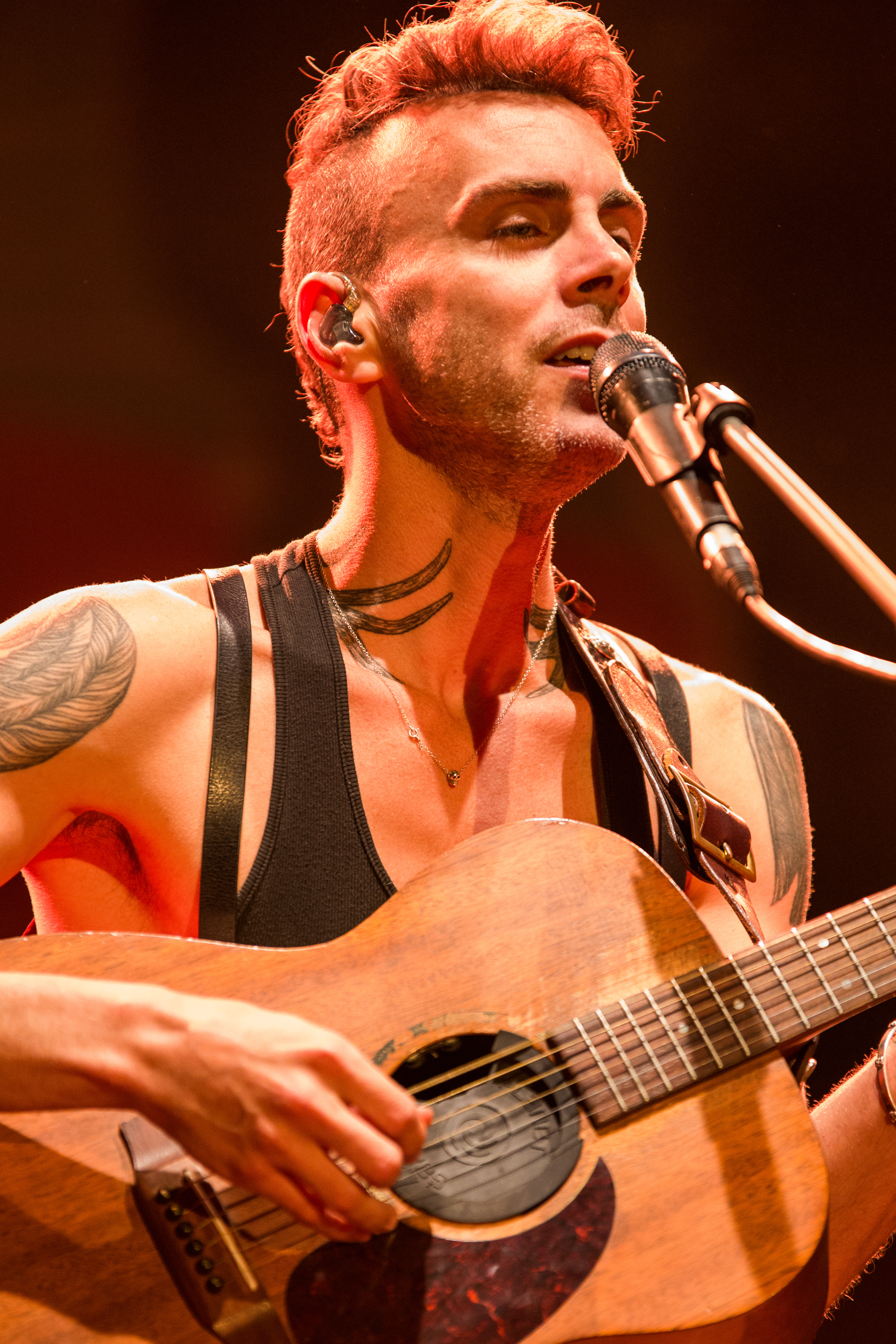
Asaf Avidan in concerto nel 2017

### Asaf Avidan & the Mojos
Album in studio
- 2008 – The Reckoning
- 2009 – Poor Boy / Lucky Man
- 2010 – Through the Gale

Singoli
- 2008 – Reckoning Song
- 2008 – Cheap
- 2012 – One Day/Reckoning Song (Wankelmut Rmx)

### Solista
Album in studio
- 2012 – Different Pulses
- 2015 – Gold Shadow
- 2017 - The Study On Falling
- 2020 - Anagnorisis

Album dal vivo
- 2012 – Avidan in a Box
- 2016 – Avidan in a Box II

EP e singoli
- 2006 – Now That You're Leaving (EP)
- 2012 – Different Pulses
- 2013 – Love It or Leave It
- 2014 – Over My Head
- 2015 – Gold Shadow
- 2017 – My Old Pain
- 2018 – Sweet Babylon
- 2020 – Lost Horse
- 2020 – Earth Odyssey
- 2020 – Anagnorisis
- 2020 – 900 Days